# Сілагадзе Ісидор Андрійович
Ісидор Андрійович Сілагадзе (2 липня 1898, село Налепсово Тифліської губернії, тепер Мартвильський муніципалітет, Грузія — 17 травня 1970, місто Тбілісі, тепер Грузія) — грузинський радянський військовий діяч, голови Центральної ради Тсоавіахіму Грузинської РСР, генерал-майор. Депутат Верховної ради СРСР 1-го скликання.

## Життєпис
Народився в бідній селянській родині. Навчався в сільській початковій школі, навчання не закінчив. З юнацьких років працював чорноробом на будівництві Чорноморської залізниці.
У квітні 1917 року призваний до російської армію і направлений до 98-ї польової хлібопекарні (Кавказький фронт), дислокованої в районі Ерзеруму. У листопаді 1917 року захворів, лікувався у військовому госпіталі. Після одужання отримав відпустку через хворобу та повернувся до села Налепсово.
У березні 1918 року призваний до армії Закавказької Демократичної Федеративної Республіки, брав участь у бойових діях проти турецьких військ, що наступали на Батум. Наприкінці квітня 1918 року повернувся до Тифліської губернії, де вступив до прорадянського партизанського загону під керівництвом Олексія Гегечкорі (Саші). У липні 1918 року загін був розпущений, а Ісидора Сілагадзе призвали до армії Грузинської демократичної республіки. Служив у Потійському прикордонному загоні. Наприкінці 1920 року звільнений з лав грузинської армії молодшим командиром запасу. Повернувся до села Налепсово, де займався сільським господарством. 
Член РКП(б) з 1921 року.
Із травня по листопад 1921 року навчався у партійній школі, після закінчення якої працював контролером у спеціальному відділі порту Поті Грузинської РСР.
30 квітня 1922 року призваний до лав Червоної армії і направлений на навчання до Грузинської військової школи командного складу в місті Тифлісі. Будучи курсантом військової школи, з вересня по жовтень 1922 року брав участь у придушенні повстання під керівництвом К. Чолокашвілі в Хевсуретії, а в 1923—1924 роках у боротьбі проти грузинських повстанців в районі міста Озургеті Кутаїської губернії.
13 вересня 1924 року Ісидор Сілагадзе закінчив Грузинську військову школу командного складу, після чого призначений командиром взводу у складі 1-го Грузинського стрілецького полку 1-ї Грузинської стрілецької дивізії Кавказької Червонопрапорної армії, дислокованого в Тифлісі. З жовтня 1924 року проходив перепідготовку на курсах зв'язку при 1-й Грузинській стрілецькій дивізії, після закінчення яких у травні 1925 року повернувся до полку, де служив командиром взводу полкової школи, командиром роти, політичним керівником (політруком) хімічної роти, командиром і політруком стрілецької та навчальної рот. У період з березня по червень 1930 брав участь у придушенні антирадянського повстання в Дагестані.
У грудні 1935 року призначений помічником командира по господарській частині 141-го Грузинського стрілецького полку 47-ї гірськострілецької дивізії РСЧА, дислокованого в Кутаїсі.
З липня 1937 по липень 1939 року служив командиром 139-го гірськострілецького полку 63-ї гірськострілецької дивізії РСЧА, дислокованого в Тбілісі.
У липні 1939 — липні 1941 року — голова Центральної ради Тсоавіахіму Грузинської РСР.
У липні 1941 року полковник Сілагадзе був призначений командиром 38-ї запасної стрілецької бригади РСЧА, а в березні 1942 року — командиром 392-ї стрілецької дивізії, яка на початку серпня 1942 року залізницею була передислокована в район Ельхотове, Дарг-Кох і Алагір, де почала обладнання оборонного рубежу на правому березі річки Урух , а з 21 серпня 1942 року вела наступальні бойові дії проти німецьких військ у напрямку на Новоіванівський і потім — оборонні бойові дії в районі Прохладного та Баксанської ущелини.
11 листопада 1942 року полковник Сілагадзе призначений начальником Махачкалинського піхотного училища, а в березні 1943 року — командиром 349-ї стрілецької дивізії, що виконувала завдання з охорони радянсько-турецького державного кордону в районі Ленінакану Вірменської РСР.
Після розформування 349-ї стрілецької дивізії з січня 1946 року перебував у розпорядженні Військової ради Закавказького військового округу. З березня 1946 року навчався на курсах удосконалення командирів стрілецьких дивізій при Військовій академії імені Фрунзе в Москві, які закінчив 4 січня 1947 року.
У лютому 1947 — травні 1949 року — заступник командира 10-ї гвардійської стрілецької дивізії Закавказького військового округу.
З травня 1949 року перебував у розпорядженні голови ЦК Всесоюзного Добровільного товариства сприяння армії (ДТСАРМ) і незабаром призначений головою організаційного бюро ДТСАРМ Грузинської РСР.
14 травня 1958 року вийшов у відставку.
Помер 17 травня 1970 року в місті Тбілісі.

## Звання
- полковник
- генерал-майор (3.06.1944)

## Нагороди
- орден Леніна (6.11.1947)
- два ордени Червоного Прапора (3.11.1944, 20.04.1953)
- орден Червоної Зірки (8.02.1943)
- орден «Знак Пошани» (24.02.1941)
- медаль «За оборону Кавказу»
- медаль «За перемогу над Німеччиною у Великій Вітчизняній війні 1941—1945 рр.»
- медалі